# Anopsicus definitus
Anopsicus definitus är en spindelart som beskrevs av Willis J. Gertsch 1982. Anopsicus definitus ingår i släktet Anopsicus och familjen dallerspindlar.
Artens utbredningsområde är Honduras. Inga underarter finns listade i Catalogue of Life.